# Équipe de Niue de football
Maillots
L'équipe de Niue de football est l'équipe non reconnue internationalement de Niue, qui est contrôlée par la Fédération de Niue de football (Niue Island Soccer Association). Elle n'est pas membre de la FIFA, ni de l'OFC et ne participe donc pas aux tournois internationaux. Elle est cependant membre associé de l'OFC.
Niue n'a disputé que 2 matches - les deux en 1983 lors des Jeux du Pacifique sud, qui se sont soldés par deux défaites 0-19 contre la Papouasie-Nouvelle-Guinée suivi par un 0-14 contre Tahiti.
Le principal stade du pays est le Niue High School Oval. Il se trouve à Alofi, capitale du pays, à côté du campus de l'Université du Pacifique Sud sur la route allant vers Liku et compte environ 1 000 places.

## Équipe
Les 11 premiers joueurs de la sélection de Niue, lors du tournoi de Football des Jeux Pacifique Sud de 1983.
- Bradley Punu
- Brandy Falepeau
- Colin Ikinepule
- Deve Talagi
- Foli Ikitule
- Lamosa Sionetuato
- Lefulefu Hipa
- Lopesi Sehina
- Speedo Hetutu
- Tahafa Talagi
- Tea Konelio

### Nations rencontrées
| Adversaire                | Joués | Victoires | Matchs nuls | Défaites | Buts pour | Buts contre |
| ------------------------- | ----- | --------- | ----------- | -------- | --------- | ----------- |
| Tahiti                    | 1     | 0         | 0           | 1        | 0         | 14          |
| Papouasie-Nouvelle-Guinée | 1     | 0         | 0           | 1        | 0         | 19          |

Le troisième match Niue-Îles Mariannes du Nord fut annulé, l'équipe adverse s'est retirée de la compétition.

### Match par adversaire
Voici le tableau récapitulatif des matchs de Niue répertorié par la FIFA.
| Date         | Lieu              | Locaux | Résultat | Visiteur                  |
| ------------ | ----------------- | ------ | -------- | ------------------------- |
| 20 août 1983 | Samoa américaines | Niue   | 0-14     | Tahiti                    |
| 24 août 1983 | Samoa américaines | Niue   | 0-19     | Papouasie-Nouvelle-Guinée |

### Bilan
| Rang | Équipe | Pts | J | G | N | P | Bp | Bc | Diff |
| ---- | ------ | --- | - | - | - | - | -- | -- | ---- |
| #    | Niue   | 0   | 2 | 0 | 0 | 2 | 0  | 33 | -33  |